# Serviciul de prospectare geologică al Statelor Unite
Serviciul de prospectare geologică al Statelor Unite (acronim, USGS, în engleză United States Geological Survey) este o agenție științifică a guvernului Statelor Unite ale Americii. Oamenii de știință de la USGS studiază aspectul geografic și geologic al Statelor Unite, resursele sale naturale și pericolele naturale care le amenință. Organizația studiază faptele existente, neavând nici un fel de rol regulator, din punctele de vedere a patru științe majore, biologie, geografie, geologie și hidrologie.
USGS este parte a Departamentului de interne al Statelor Unite, fiind singura agenție științifică a acestuia. Agenția, care are aproximativ 10.000 de angajați, are sediul federal în Reston, Virginia, având alte două sedii importante în Lakewood, Colorado (cunoscut ca Denver Federal Center) și în Menlo Park, California.

## Misiunea agenției

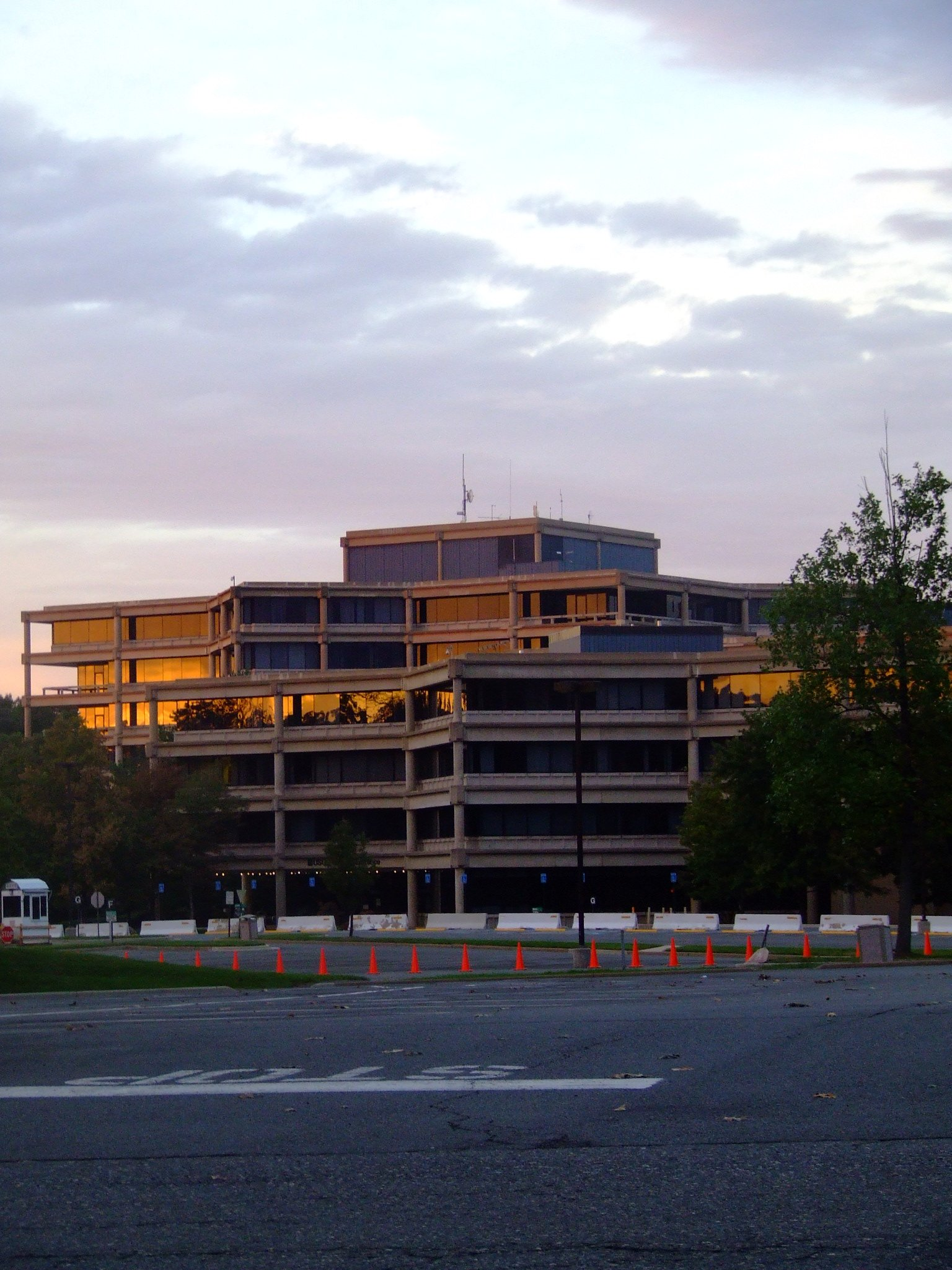
Sediul naţional al USGS din Reston, Virginia.

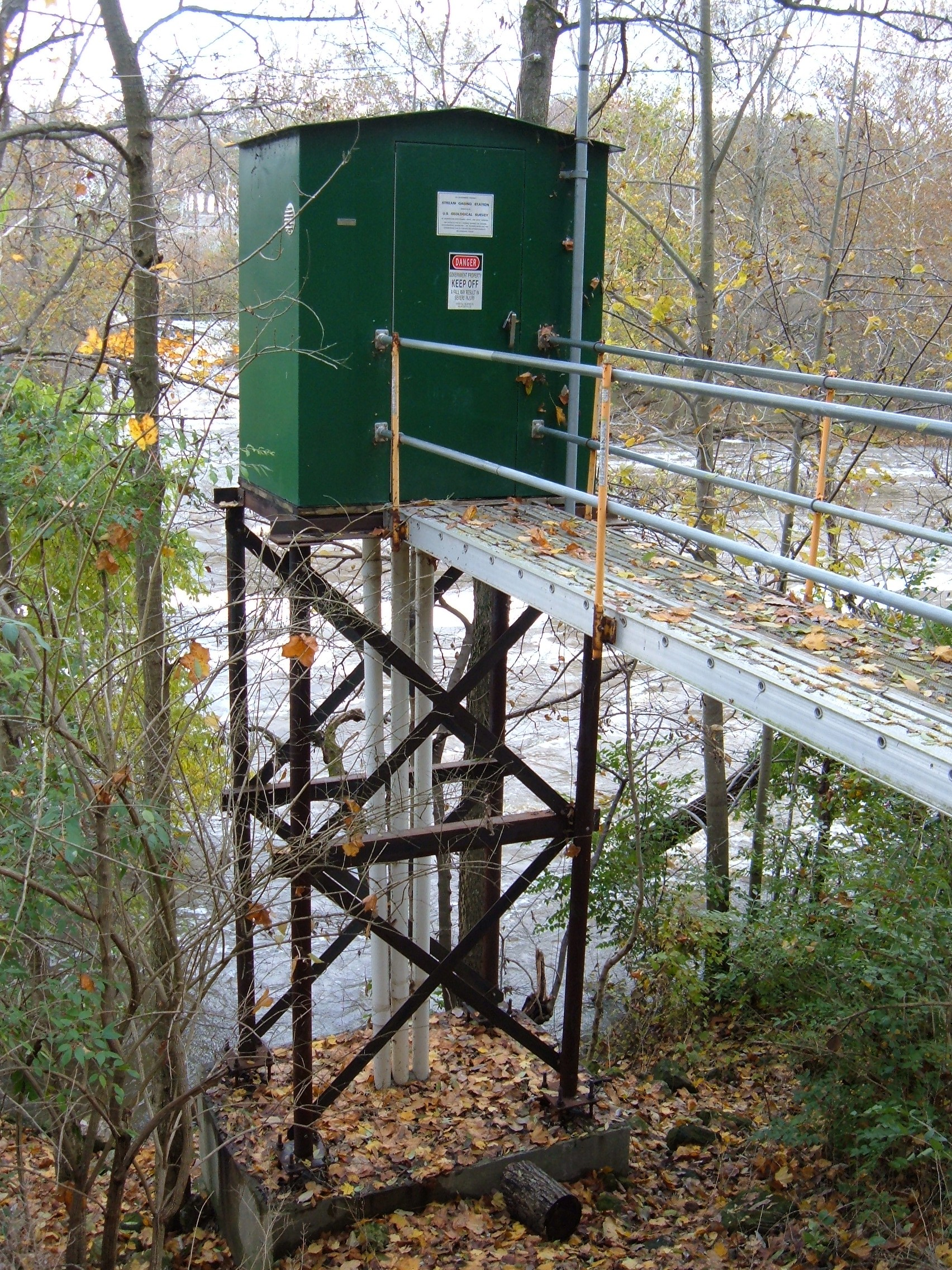
USGS gauging station 03221000 on the Scioto River below O'Shaughnessy Dam near Dublin, Ohio

Motto-ul United States Geological Survey este "Știință pentru o lume în schimbare", conform originalului, "Science for a changing world." USGS Website

## Istoric

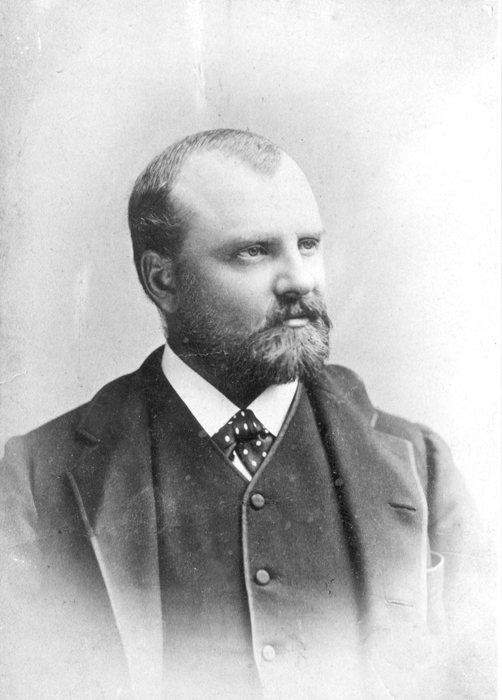
Clarence King, fondatorul USGS

Datorită unui raport al Academiei Naționale de Științe, în original, National Academy of Sciences, agenția federală guvernamentală USGS a fost creată printr-un act al Congress-ului la 3 martie 1879. Agenția a fost desemnată cu "clasificarea pământului public, examinarea structurii geologice, a resurselor minerale și a produselor de pe domeniul național" (conform originalului, "classification of the public lands, and examination of the geological structure, mineral resources, and products of the national domain").
Această parte însemnată a inventarierii avuției naționale fusese mereu depășite de evenimentele de achiziționare a pământurilor și a continuei deplasări spre vest a Statelor Unite, începută în 1803 prin cumpărarea coloniei Louisiana, conform tratatului cunoscut sub numele de Louisiana Purchase.
Clarence King, primul director al USGS, a ansamblat noua organizație din agenții regionale de prospectare geologică. După o scurtă perioadă de doi ani, Clarence King  a fost succedat la conducere de John Wesley Powell.

### Listă de directori ai USGS
| - 1879 – 1881 – Clarence King - 1881 – 1894 – John Wesley Powell - 1894 – 1907 – Charles Doolittle Walcott - 1907 – 1930 – George Otis Smith - 1930 – 1943 – Walter Curran Mendenhall - 1943 – 1956 – William Embry Wrather - 1956 – 1965 – Thomas Brennan Nolan - 1965 – 1971 – William Thomas Pecora - 1971 – 1978 – Vincent Ellis McKelvey - 1978 – 1981 – Henry William Menard - 1981 – 1993 – Dallas Lynn Peck - 1994 – 1997 – Gordon P. Eaton - 1998 – 2005 – Charles G. Groat - 2006 - 2009 – Mark Myers (demisionat la 9 ianuarie 2009) - 2009 - prezent – Suzette Kimball, director interimar |

## Publicațiile USGS
USGS publică serii de hărți și rapoarte incluzând următoarele.

### Water-Resources Investigations Report (WRIR/WRI) - Raportul investigaților resurselor de artă
Hydrologic information, mainly of local interest, intended for quick release. Book or map format. Varied scales.

### Water-Supply Paper (WSP) -
O listă completă a seriei se găsește la conexiunea
[nefuncțională – arhivă]
 (accessed 11/25/08)

### Localizarea publicațiilor USGS
USGS publication are available for purchase at USGS Publications Warehouse[nefuncțională – arhivă]
.
Multe din publicațiile USGS sunt actualmente prezentate on-line
- USGS Publications Warehouse Arhivat în 13 iulie 2010, la Wayback Machine., Search for online documents
- Open-File reports online, accessed 11/25/08
- Mineral Resources Program Arhivat în 6 decembrie 2008, la Wayback Machine., Online Publications and Data
- Central Mineral Resources Team Arhivat în 9 ianuarie 2009, la Wayback Machine., selected maps and publications online
- National Strong-Motion Project  Arhivat în 22 septembrie 2013, la Wayback Machine. Reports and software online

Multe din publicațiile USGS-ului a fost scanate și digitalizate de către servicii precum Google Books. Orice căutare cu un serviciu de tip Google va releva ce versiune digitală este la dispoziție. Toate publicațiile redactate de USGS sunt domeniu public.